# 第3偵察大隊
第3偵察大隊（だい3ていさつだいたい、3rd Reconnaissance Battalion）は、アメリカ海兵隊の大隊。第3海兵師団隷下。日本の沖縄県キャンプ・シュワブに駐屯している。

## 任務
海兵遠征軍(MEF)海兵空地任務部隊(MAGTF)を支援するために、水陸両用偵察、地上偵察、監視、戦場形成、および特殊作戦を実施する。

## 編制
- 大隊本部
- A中隊
- B中隊
- C中隊
- D中隊